# Leider

Lage von Leider in Aschaffenburg

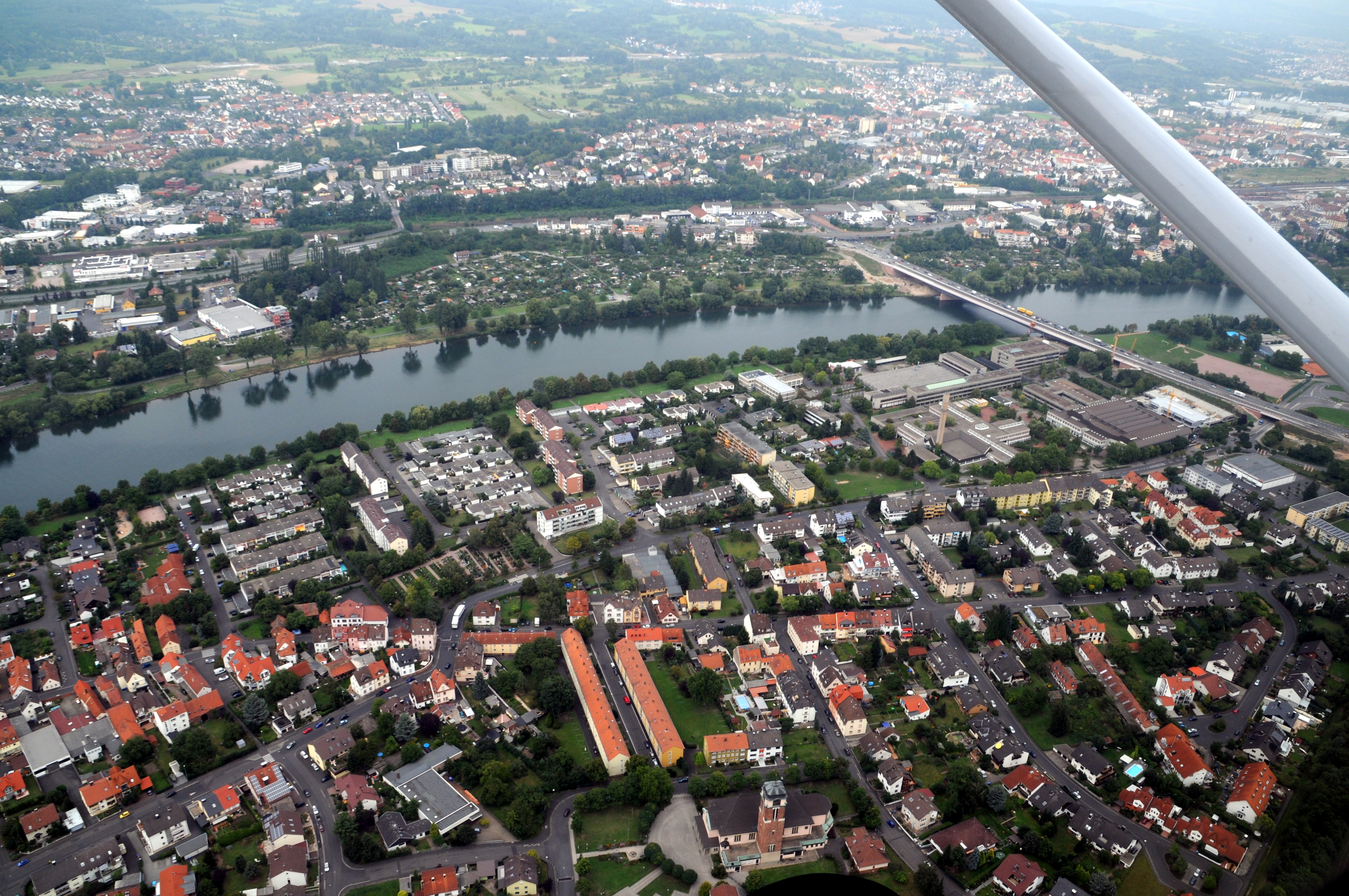
Leider wird im Norden durch den Main begrenzt

Leider ist ein Stadtteil der kreisfreien Stadt Aschaffenburg. Er hat 3.410 Einwohner (Stand 31. Dezember 2021) und gehört zum Regierungsbezirk Unterfranken im Freistaat Bayern der Bundesrepublik Deutschland. Die Postleitzahl lautet 63741.

## Lage
Der Stadtteil Leider liegt der auf der linken Mainseite in der historischen Region Bachgau. Leider grenzt im Westen an Stockstadt am Main Landkreis Aschaffenburg und im Süden an die Darmstädter Straße und damit an den Stadtteil Nilkheim.

### Nachbargemarkungen
Folgende Gemarkungen grenzen an das Ortsgebiet von Leider:
| Mainaschaff        | Damm                                        | Aschaffenburg |
| Stockstadt am Main | Kompassrose, die auf Nachbargemeinden zeigt | Schweinheim   |
| Großostheim        | Niedernberg                                 | Obernau       |

## Geschichte

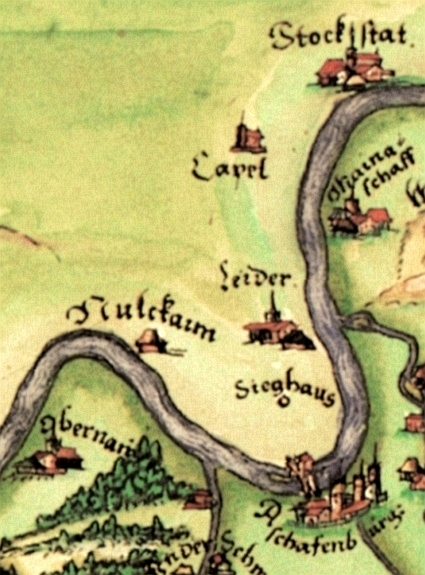
Leider, Nilkheim, Stockstadt und das Siechenhaus auf einer Karte aus dem Jahr 1594

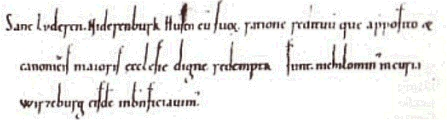
Urkundenteil mit Leiders Ersterwähnung von 1151

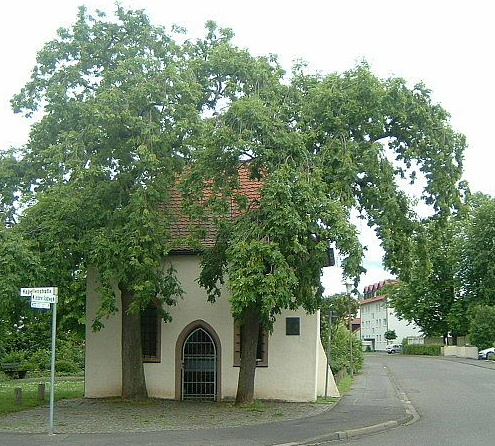
Das Kapellsche im Leiderer Stadtweg

Leider wurde 1151 erstmals urkundlich erwähnt. Nach Absprache im Kloster Theres am 8. Juli 1151 belehnte Bischof Eberhard II. von Bamberg auf dem am 15. September 1151 beginnenden Reichstag in Würzburg die Brüder Burggraf Popo von Würzburg und Graf Berthold von Henneburg mit Leider (Lyderen), Niedernberg und Hausen (Hausen hinter der Sonne, Wüstung bei Mömlingen). Die Urkunde über dieses Rechtsgeschäft wurde erst nach dem 15. Februar 1152 ausgestellt.
Wahrscheinlich ist Leider noch älter; bei Ausschachtungsarbeiten für ein Grab auf dem Waldfriedhof wurden 1970 ein 4000 Jahre älter Glockenbecher und menschliche Skelettteile gefunden. Aus der Bronzezeit (etwa 1800–1550 v. Chr.) wurde ein Randleistenbeil gefunden. Aus der Römerzeit erhalten ist eine Kupfermünze mit dem Bildnis des Kaisers Constantin I. Chlorus (305 n. Chr.).
Älteste Gebäudeteile sind in der heutigen evangelischen St. Lukaskirche erhalten, die Anfang des 14. Jahrhunderts als St. Laurentiuskapelle erbaut wurde und eine Filiale der Aschaffenburger Muttergottespfarrei war. Aus dem 15. Jahrhundert stammt das so genannte Siechenhaus, das mittelalterliche Pesthaus der Stadt. Die Bürger Aschaffenburgs verbannten die Lepra- und Pestkranken über den Main, an den Rand des damaligen Bauerndorfes Leider. Dieses „Sondersiechenhaus im Leiderer Feld“ (Leprosorium) wurde 1471 erstmals erwähnt. Im Protokollbuch des Stiftes St. Peter und Alexander zu Aschaffenburg ist unter dem 4. Juni 1574 eine zum Sondersiechenhaus gehörende Kapelle aufgeführt. Sie steht heute noch Ecke Leiderer Stadtweg/Kapellenstraße. Ein Bildstock aus dem 15. Jahrhundert, einst am alten Wege nach Aschaffenburg, hat heute vor dem Eingang zum Leiderer Friedhof seine Aufstellung gefunden.
1766 bestand die Gemeinde "Leydern" aus einer geschlossenen Bürgerschaft von 23 Bürgern, von denen hatte "ein jeder dieser Burgern 2 Stück Zugviehe und einen Wagen zu einem Stück Wein zum Churfürstliche Residenz=Schloß zu halten,[…] daß […] diese Leuthe alle nur erdenckliche zum Churfürstlen Schloß erforderliche Weinfuhren zu praestiren tags und nachts bereit seyn müßen, dieserwegen auch Schloß-Junkern genennet und zu keinen Militair-Dienst gezogen werden".
Seit dem 15. Jahrhundert zum Cent Bachgau gehörig, kam Leider am Ende des Kurfürstentums Mainz zur Amtsvogtei Schweinheim, die ihren Sitz in Aschaffenburg hatte.  Zu Zeiten des Großherzogtums Frankfurt lag Leider auf dem Gebiet der Districtsmairie Schweinheim im Departement Aschaffenburg und zählte 1812 bei 64 Feuerstellen 358 Einwohner (Seelen). Maire war Philipp Morhard; Adjunct Andreas Wenzel. Der Schullehrer hieß Johann Schneider.
Infolge des Pariser Vertrages vom 3. Juni 1814 kam Leider am 26. Juni 1814 mit der Districtsmairie Schweinheim zum Königreich Bayern und wurde mit Verfügung vom 1. Oktober 1814 dem Verwaltungsgebiet des daraus entstandenen Landgerichtes zweiter Klasse Aschaffenburg zugeteilt. Durch das Gemeindeedikt vom 17. Mai 1818 entstand die landgerichtliche Ruralgemeinde Leider. Am 1. Juli 1862 wurde aus dem Landgericht Aschaffenburg das Bezirksamt Aschaffenburg.

### Eingemeindung nach Aschaffenburg
Am 1. März 1901 wurde Leider nach Aschaffenburg eingemeindet.
1907 wurde in Leider ein städtisches Elektrizitätswerk errichtet, das mittels Motorkraft Strom erzeugte. So konnte in Leider ab dem 8. Oktober 1907 die elektrische Straßenbeleuchtung erprobt werden, während die Straßen der Innenstadt noch mit Gaslampen beleuchtet wurden. Die Stromproduktion für das Stadtgebiet erfolgte aber bereits kurz nach dem Ersten Weltkrieg aus Wasserkraft an der Staustufe Mainaschaff und aus Braunkohle an der Zeche Gustav bei Kahl am Main.
1913 wurde oberhalb der Staustufe Offenbach mit der Mainkanalisierung begonnen. Zu diesem Projekt gehörten der Bau der Staustufe Mainaschaff und der Bau des Staatshafens. Die Arbeiten erfolgten mit dem Einsatz meist Russischer Kriegsgefangener. Der Hafen wurde 1921 fertiggestellt, seine Kläranlage 1922 in Betrieb genommen.

## Einrichtungen

### Schulen
In Leider befindet sich das Schulzentrum Aschaffenburgs mit Berufsschule, dem Friedrich-Dessauer Gymnasium (ehemals „Oberrealschule für Jungen“), sowie die Staatliche Realschule Ruth-Weiß-Realschule. Im Stadtteil befindet sich eine Grundschule (Erthalschule, erbaut 1958). Das alte vierklassige Schulgebäude wurde zum Bürgerhaus umgebaut.

### Polizei
Das zwischen Lukaskirche und altem Schulgebäude heute nicht mehr existierende alte Backhaus wurde nach dem Kriege abgerissen. Dort entstand die Polizeistation der Stadtpolizei Aschaffenburg bis zu deren Auflösung und Übernahme in die Bayerische Polizei am 1. Januar 1970.

### Friedhöfe/Krematorium
Der Friedhof für den Stadtteil liegt an der Seidelstraße.
Im Jahre 1948 beschloss die Stadt Aschaffenburg die Errichtung des Waldfriedhofs im Stadtteil Leider. Durch die Überbelegung der innerstädtischen Friedhöfe war dies notwendig geworden. Der Friedhof befindet sich am Rande des Stadtteils, an der Grenze zu Stockstadt. Im Krematorium Aschaffenburg, direkt beim Waldfriedhof, fand die erste Einäscherung am 26. Februar 1975 statt.

## Sport und Freizeit
In Leider befinden sich auch einige der zahlreichen Sportanlagen der Stadt Aschaffenburg:
- das Hallen- und Freibad (Stadtbad)
- die Eissporthalle
- die Skateboardanlage

sowie Fußballplätze und Tennisplätze vieler Aschaffenburger Sportvereine. Jedes Jahr im Juni findet auf dem ehemaligen Exerzierplatz am Main (jetzt „Volksfestplatz“) das so genannte Aschaffenburger Volksfest, ein auch in der weiteren Umgebung bekannter Rummel mit Fahrgeschäften und Bierzelt statt. Auch riesige Open-Air-Veranstaltungen mit Elton John, Whitney Houston, Luciano Pavarotti und Eros Ramazzotti hatten hier ihren Platz.

## Kirchen

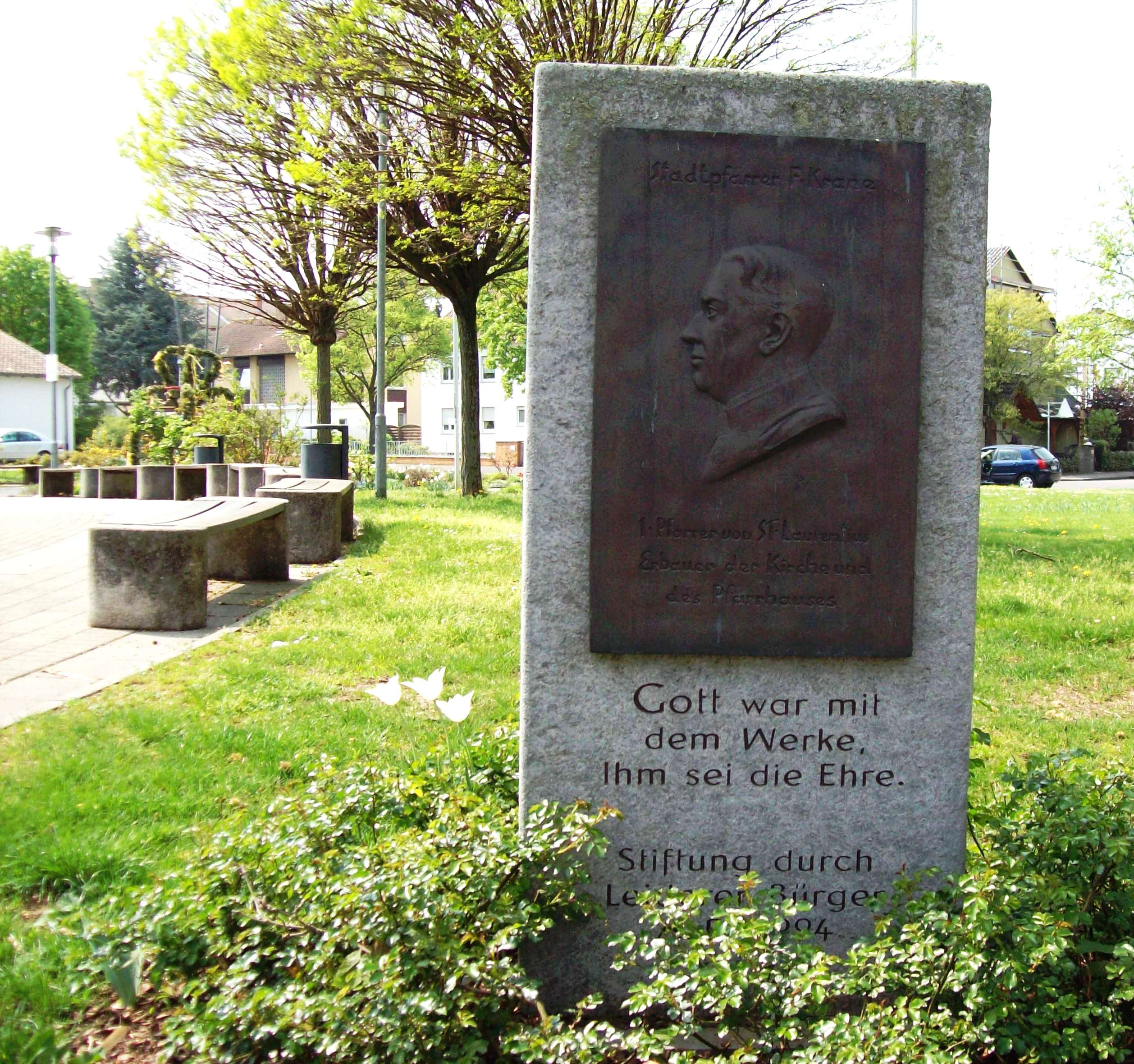
Gedenktafel für Pfarrer Krane

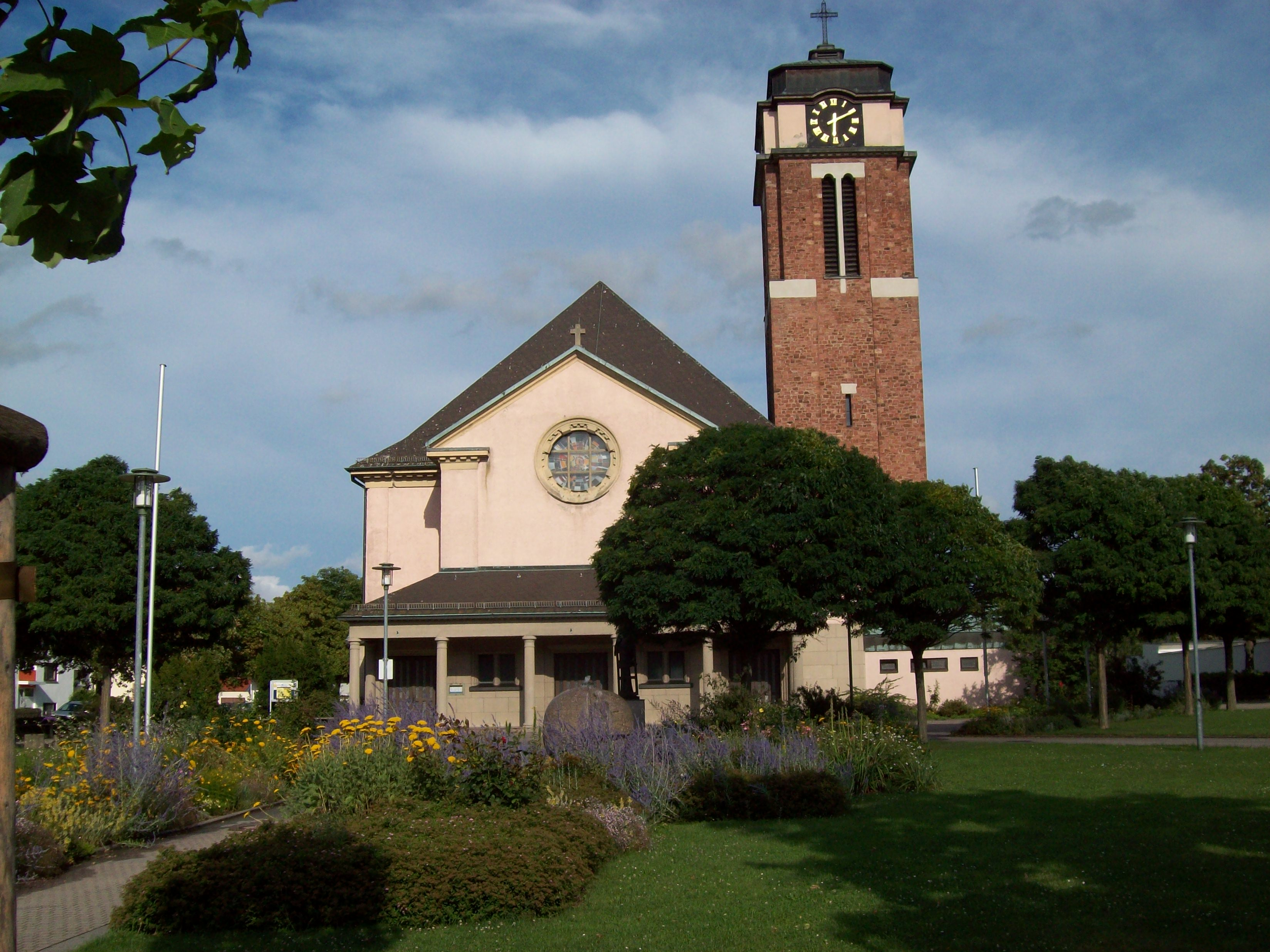
Laurentiuskirche in Aschaffenburg-Leider

Der Stadtteil Leider hat eine katholische Pfarrei und Kirche St. Laurentius. Die alte katholische Kirche wurde nach dem Neubau von St. Laurentius 1955 zur evangelischen Kirche St. Lukas.
1923 folgte der Neubau der St. Laurentiuskirche durch den 1. Pfarrer Friedrich Bruno Krane (1880–1944) zusammen mit den Frankfurter Architekten Hans Rummel (1872–1952) und Christoph Rummel. Die Grundzüge der Planung, ein wuchtiger Turm, das große Ziegeldach und die auf Säulen ruhende Vorhalle konnten in den Krisenjahren der Republik 1921–1923 verwirklicht werden. Es war geplant den vereinfachten Turmhelm später zu einer achteckigen Kuppel auszubauen. Der Turmhelm blieb und das Provisorium wurde zum Wahrzeichen von Leider.
- Katholische Pfarrkirche St. Laurentius
- Evangelische Kirche St. Lukas

Das Leiderer Kirchweihfest, in der Region auch kurz Leiderer Kerb genannt, geht auf eine lange Tradition zurück. Der aus Zinn gefertigte und zwei Liter Wein fassende Laurentiuskrug, 1812 von Karl Philipp Scheidel, einem aus Frankfurt am Main stammenden Gastwirt gestiftet, zeugt von den alljährlichen Festivitäten zum Namenstag des Hl. Laurentius von Rom am 10. August. Die Tradition wurde durch die Weltkriege unterbrochen und wird noch heute an vier Tagen gefeiert.

## Wirtschaft

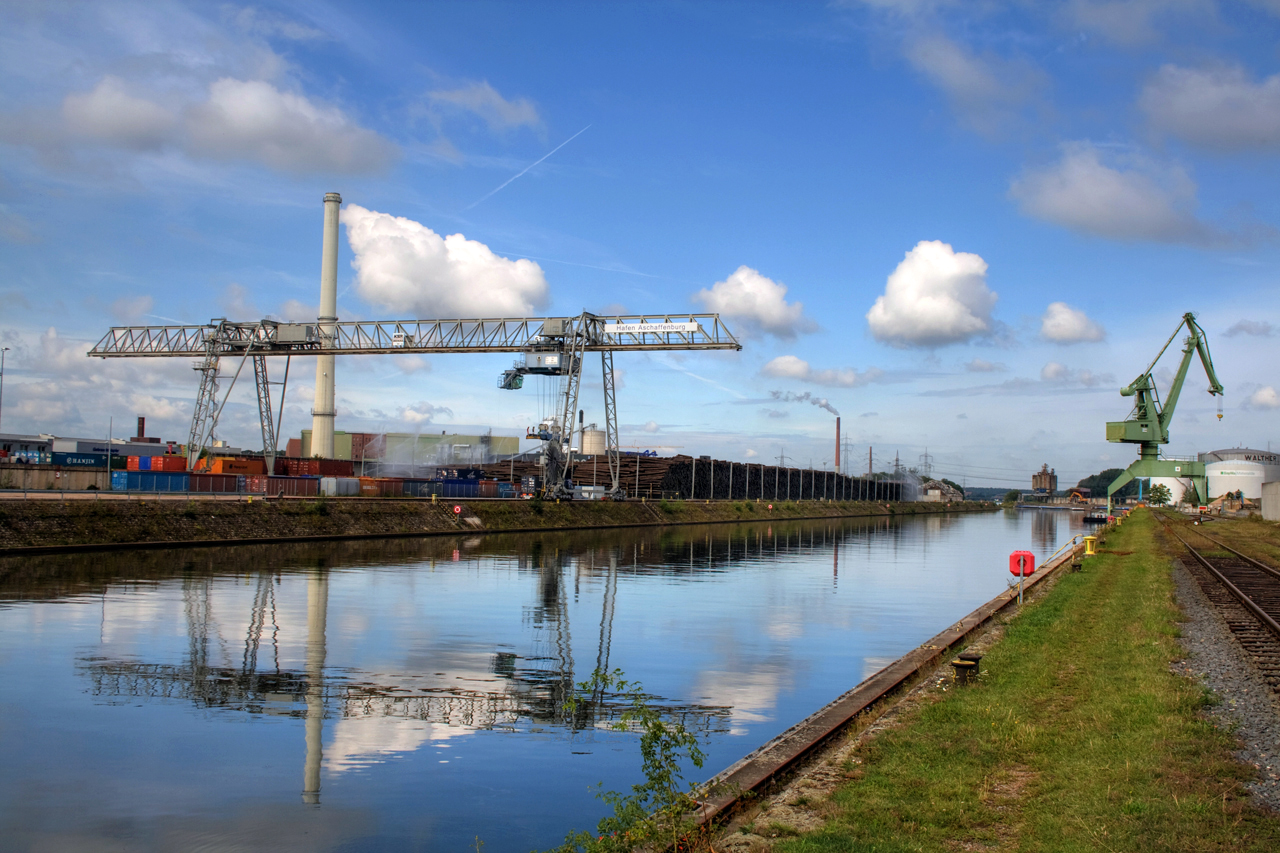
Hafen in Leider

Mit der Fertigstellung des Staatshafens 1921 nahm auch die Stadt Aschaffenburg einen wirtschaftlichen Aufschwung. Im Hafengebiet siedelte sich vielfältige Industrie an. Es erstreckt sich im Quadrat der Straßen Limesstraße, Stockstädter Weg, Darmstädter-, Hafenrand- und Werftstraße. Im Zuge der ebenfalls 1921 bis Aschaffenburg abgeschlossenen Mainkanalisierung (Staustufe Mainaschaff) wurde der Main, der vordem immer wieder die anliegenden Grundstücke überschwemmt hatte, auf seinem linken Ufer mit einem Hochwasserdamm versehen. Die Aufschüttung der Mainwiesen erfolgte mittels tausender Kipplorenladungen (daher der bei den alteingesessenen Leiderern für diese Fläche gebräuchliche Name Kipp). Der Bau des Uferdammes vor Leider konnte erst in den 1930er Jahren mit Hilfe des Arbeitsdienstes abgeschlossen werden.
1996 feierte man das 75-jährige Bestehen des Staatshafens. Dort werden jährlich etwa 2,7 Millionen Tonnen an Gütern umgeschlagen (Stand 2004), hauptsächlich Kohle, Zellulose und Container. Im Leiderer Hafen befinden sich etwa 65 Firmen aus den Sparten Logistik, Verkehr, Recycling und Produktion; sie beschäftigen etwa 2000 Mitarbeiter.

## Bekannte Personen aus Leider
- Greser & Lenz, Karikaturisten, leben und arbeiten in Leider
- Günther Grabatin (* 1950), Präsident der Fachhochschule Gießen-Friedberg.
- Karsten Klein (1977), Politiker (FDP), seit 2008 Landtagsabgeordneter für den Stimmkreis Aschaffenburg-West, Stadtrat.
- Karl Köhler (1912–1998), Träger des Bundesverdienstkreuzes und des Ehrenbriefes der Stadt Aschaffenburg (Verleihung 1966). 1953 bis 1979 1. Vorsitzender des TUS 1893 Aschaffenburg-Leider, unter seiner Leitung wurden 1954 das Sportheim an der Darmstädter Straße und 1955 die Turnhalle in der Augasse gebaut. In dieser Zeit waren unterfränkische, bayerische und süddeutsche Meister in der Leichtathletik und Turnfestsieger im Fünfkampf und die 1. Turnfestsiegerin beim Deutschen Turnfest in Essen (1963) im Rhönradturnen im Verein beheimatet.
- Holger Paetz (* 1952), Kabarettist
- Rudolph von Roman, Regierungspräsident von Oberfranken
- Oskar Roßmann (1896–1974), Träger des Ehrenbriefes der Stadt Aschaffenburg (Verleihung 1971). Er war von 1924 bis 1937 1. Vorsitzender des Turnvereines Leider und ab 28. August 1937 nach dem Zusammenschluss mit dem 1911 gegründeten Sportverein Leider zum „Turn- und Sportverein 1893 e. V. Aschaffenburg-Leider“ bis 1945; im Jahre 1949 wurde er Ehrenvorsitzender. Auch im SV Viktoria 01 war er Vorsitzender des Ältesten- und Ehrenrates.
- Gunter Ullrich (1925–2018), Maler und Graphiker

## Kurioses
- „Leiderer Schissmelle“ ist der Neckname für die gebürtigen Leiderer Einwohner seitens der Aschaffenburger und der umliegenden Ortseinwohner. Der Ursprung rührt wohl aus der vermehrten Ansiedlung des im Volksmund Schissmelle genannten weißen Gänsefußes auf dem Gelände der Mainwiesen und den Rändern der örtlichen ackerbaulichen Nutzflächen.

- Nach Angaben des Journalisten Ludwig Braunfels (1810–1885) rühmten sich die Leiderer, im Jahre 1272 den Mainzer Erzbischof und Kurfürsten Gerhard II. von Eppstein vor reißenden Wölfen gerettet zu haben.[11]

- Eine 1922 zu Ehren von Fritz Thyssen benannte Straße im Leiderer Hafengebiet wurde in den 1940er Jahren in Hafenrandstraße umbenannt; die in der Nähe gelegene gleichnamige Brücke heißt hingegen noch heute so.